# Brzohode
Brzohode (em cirílico: Брзоходе) é uma vila da Sérvia localizada no município de Žabari, pertencente ao distrito de Braničevo, na região de Braničevo. A sua população era de 668 habitantes segundo o censo de 2002.

## Demografia
| 1948  | 1953  | 1961  | 1971  | 1981  | 1991  | 2002 | 2011 |
| ----- | ----- | ----- | ----- | ----- | ----- | ---- | ---- |
| 1 869 | 1 841 | 1 717 | 1 576 | 1 447 | 1 225 | 825  | 668  |